# HD 182893
HD 182893，又名CP-55 9096，SAO 246125、HR 7388，是一颗恒星，视星等为6.13，位于銀經341.97，銀緯-27.37，其B1900.0坐标为赤經19h 21m 43.6s，赤緯-55° -27.37′ 37″。